# Бизон
Бизон (лат. Bison) је род папкара из фамилије шупљорогих говеда (Bovidae). Бизоне одликују кратке ноге, широко чело са снажним и нагоре савијеним роговима, и веома мишићав предњи део тела обрастао дугом, једноликом тамносмеђом длаком. Живе у крдима, а мужјаци нарасту и до 3,5 m дужине и 2 m у висину. Достижу масу и до око 1000 kg.
Бизон је највећа копнена животиња у Европи и Северној Америци. Род бизона обухвата четири изумрле и две савремене врсте:
- Европски бизон.[3]
- Амерички бизон.[4]

У Европи слободно живи само у Бјаловешкој шуми (Пољска, Белорусија). У Северној Америци дивовска крда бизона су се процењивала на 60 милиона животиња, а данас су готово потпуно уништена.